# Manuel Veglison Jornet
Manuel Veglison Jornet (Sant Sebastià, Guipúscoa, 1908-07) fou un metge i polític falangista espanyol, governador civil de les Illes Balears.
Fill de Manuel Carlos Veglison Eizaguirre i de Manuela Jornet Gorriti i germà de Josefina Veglison Jornet, estudià medicina i era subsecretari de la delegació Nacional de Sindicats quan fou nomenat governador civil de les Illes Balears i cap provincial del moviment el 21 de maig de 1942. Obtingué el càrrec per la seva relació amb Antonio de Correa Veglison aleshores governador civil de Barcelona. Juntament amb dos oficials de la comissaria d'Abastiments induí al ministre a subministrar grans quantitats de sucre per a una fictícia fàbrica de llet condensada, i després procedí a vendre el sucre en el mercat negre. Fou destituït el 14 de juny de 1945. Hagué de fugir a Mèxic quan se li obrí una causa per acaparada i elevació de preus.